# Le Mesnil-Jourdain
Le Mesnil-Jourdain település Franciaországban, Eure megyében. Lakosainak száma 238 fő (2022. január 1.). Le Mesnil-Jourdain Acquigny, Amfreville-sur-Iton, Canappeville, La Haye-le-Comte, Louviers, Pinterville, Quatremare és Surville községekkel határos.

## Népesség
A település népességének változása:
| Lakosok száma | 171  | 213  | 271  | 243  | 232  | 232  | 233  | 236  | 236  | 238  |
|               | 1968 | 1982 | 1990 | 2006 | 2013 | 2015 | 2017 | 2019 | 2020 | 2022 |